# 青ヶ島村立青ヶ島小中学校
青ヶ島村立青ヶ島小中学校（あおがしまそんりつあおがしましょうちゅうがっこう）は、東京都青ヶ島村に所在する小中併設校。
青ヶ島村域および青ヶ島内では唯一の学校で、かつて佐々木友三が還住で大きな役割を果たした佐々木次郎太夫の家宅にて授業を行ったことが起源となっている。
中学校の生徒数は平成を通じて横這いに推移していたが、小学校の児童数は平成の後半から減少傾向にある。
現校舎は小学校と中学校にそれぞれオープンスペース方式と教科教室型が採用されている。

## 沿革
- 1874年（明治7年）1月15日 - 佐々木次郎太夫の家宅で佐々木友三が授業を開始する[1]。
- 1885年（明治18年） - 佐々木初太郎の所有地（休戸郷地区）に校舎を竣工する[1]。
- 1889年（明治22年） - 校舎を中原地区に移転する[1]。
- 1890年（明治23年）7月29日 - 新校舎が落成する[1]。
- 1902年（明治35年）10月31日 - 国庫補助を受け、新校舎を落成する[1]。
- 1924年（大正13年） - 小学校創立50周年祝賀会を挙行。
- 1927年（昭和2年） - 青年訓練所および農業補習学校の併置（1935年まで）。
- 1944年（昭和19年）9月23日 - 国家総動員法に基づき、大日本帝国海軍が校舎を接収し、仮教室として廣江福太郎や佐々木豊太郎の家宅及び清受寺を使用する[1]。
- 1945年（昭和20年）4月 - 第二次世界大戦によるアメリカ軍の爆撃で校舎が全焼する[1]。
- 1949年（昭和24年）4月1日 - 東京都八丈島青ヶ島小学校に改称し、青ヶ島中学校が付設される[1]。
- 1952年（昭和27年）7月1日 - 新校舎が落成する[1]。
- 1973年（昭和48年）
  - 2月2日 - 美濃部亮吉知事（当時）が来島し、本校を視察する[1]。
  - 3月31日 - 体育館を竣工する[1]。
- 1974年（昭和49年）3月8日 - 小学校創立100周年記念学芸会と展覧会を開催。
- 1975年（昭和50年）3月25日 - 新校舎が落成する[1]。
- 1990年（平成2年）7月3日 - プールの竣工式を挙行する[1]。
- 1991年（平成3年）10月31日 - 文部省（現:文部科学省）の学校給食表彰で文部大臣賞を受賞する[1]。
- 1993年（平成5年）11月20日 - コンピューター室を設置する[1]。
- 1997年（平成9年）3月20日 - 新校舎が落成する[1]（基本構想・計画指導・家具計画協力 : 教育環境研究所（IEE）[6] 施行 : 明成建設[7]）。
- 1997年（平成9年）4月18日 - 新校舎落成記念式典挙行。
- 1999年（平成11年）8月18日 - テレビ会議システムISDN回線を接続し、学校ホームページを開設する[1]。
- 2000年（平成12年）4月10日 - 石原慎太郎知事が本校を視察する[1]。
- 2001年（平成13年）5月15日 - マルチメディアを用いた外国語教育を導入する[1]。
- 2002年（平成14年）4月15日 - コンピューターシステムを更新する[1]。
- 2004年（平成16年）7月 - 第9回全国小さな村の教育サミットを開催する[1]。
- 2006年（平成18年）10月17日 - 新体育館が落成する[1]（施行 : 五洋建設[8]・正研グループ[9]）。
- 2009年（平成21年）4月1日 - コンピューターシステムを更新する[1]。
- 2012年（平成24年）9月1日 - 校庭芝生化工事が完了する[1]。
- 2013年（平成25年）4月1日 - コンピューターシステムを更新する[1]。
- 2015年（平成27年）4月1日 - 東京都校庭芝生化技術支援事業実施を実施する[1]。
- 2016年（平成28年）
  - 4月1日 - 東京都校庭芝生化技術支援事業を実施する[1]。
  - 4月14日 - 東京都オリンピック·パラリンピック教育重点校（平成28年度）[10]
- 2017年（平成29年）4月1日 - 東京都教育委員会道徳教育推進拠点校（平成29年度）に指定される[1]。
- 2018年（平成30年）4月1日 - 文部科学省人権教育研究指定校（平成30年度）に指定される[1][11]。
- 2024年（令和6年）1月20日 - 創立150周年記念式典挙行[12]。

## 教育目標
- 「自立」 
  - 小学校
    - よく考え やりとげる子
    - 思いやりがあり 助け合う子
    - 明るく たくましい子

  - 中学校
    - 自ら考え、工夫し、進んで学びつづける生徒
    - 心豊かで、互いに尊重し合える生徒
    - 心身ともに健康で、たくましく生きる生徒

## 周辺
村中心部に位置する。
- 青ヶ島村役場 - 敷地が隣接。
- 東京都道236号青ヶ島循環線
- 青ヶ島村立青ケ島村保育所 - 進級前保育所
- 青ヶ島村立図書館
- 青ケ島診療所

## アクセス
- 青ヶ島ヘリポートから、徒歩約400m・約6分。
- 青ヶ島港旅客船ターミナルから、約3.8km、
  - 車で約7分。
  - 徒歩で約1時間。